# Aleja Rzeczypospolitej w Warszawie
Aleja Rzeczypospolitej – ulica w warszawskiej dzielnicy Wilanów.

## Położenie i charakterystyka
Ulica biegnie w warszawskiej dzielnicy Wilanów od skrzyżowania z aleją Wilanowską do okolic południowej obwodnicy Warszawy, teoretycznego przedłużenia ulicy Uprawnej. Jest przedłużeniem ul. Jana III Sobieskiego, zwanej niegdyś „Drogą Królewską” lub „Szosą Wilanowską”. Znajduje się na obszarze Miejskiego Systemu Informacji Błonia Wilanowskie. Na odcinku o długości 1,57 km pomiędzy al. Wilanowską a ul. Adama Branickiego stanowi drogę powiatową nr 5303W. Całkowita długość ulicy wynosi około 2,21 km.
Nazwa została nadana w 2006 roku decyzją Rady m.st. Warszawy. Wcześniej ulica nosiła roboczą nazwę Sobieskiego-Bis. Według miejscowego planu zagospodarowania przestrzennego rejonu Wilanowa Zachodniego z 2001 roku Sobieskiego-Bis będzie przebiegać dalej, do ulicy Pałacowej. Pod Południową Obwodnicą Warszawy wybudowano przejazd w ciągu al. Rzeczypospolitej. Wzdłuż całej ulicy zaplanowano budynki o wysokości maksymalnie 5 kondygnacji, włączając w to jedną dodatkową ukrytą w dachu budynku, z wyjątkiem dominanty w formie obiektu kultu religijnego między ulicami: Hlonda i Sejmu Czteroletniego, po zachodniej stronie ulicy.
Ulicę przecinają Potok Służewiecki oraz Rów Wolicki. Jej południowy odcinek od ul. Adama Branickiego znajduje się na terenie otuliny rezerwatu przyrody Las Natoliński.
Znajduje się na terenie tzw. Miasteczka Wilanów. Przy ulicy znajdują się m.in. Świątynia Opatrzności Bożej (adres: ul. Hlonda 1), osiedle Ostoja Wilanów, Szpital Medicover (nr 5), czy budynek Szkoły Podstawowej nr 400 (nr 23B), zdobywca Nagrody Architektonicznej Prezydenta m.st. Warszawy w kategorii architektura użyteczności publicznej za 2020 rok.
Na lata 2022–2024 zaplanowano budowę linii tramwajowej łączącej Wilanów z ulicą Puławską, która przebiega m.in. aleją Rzeczypospolitej na odcinku od al. Wilanowskiej do ul. Branickiego. Tramwaje pojechały nową trasą po raz pierwszy 29 października 2024 roku.